# Sandra Köppen
Sandra Köppen-Zuckschwerdt (ur. 15 maja 1975) – niemiecka judoczka. Trzykrotna olimpijka. Zajęła piąte miejsce w Sydney 2000; czternaste w Pekinie 2008 i odpadła w eliminacjach w Atenach 2004. Walczyła w wadze ciężkiej.
Brązowa medalistka mistrzostw świata w 2001 i 2007; piąta w 1995 i 2003; siódma 1997; uczestniczka zawodów 1999. Startowała w Pucharze Świata w latach 1993, 1995–1997, 1999–2003, 2006–2008. Zdobyła pięć medali na mistrzostwach Europy w latach 1998–2003 roku.

## Letnie Igrzyska Olimpijskie 2000
| Konkurencja | Rundy eliminacyjne        | Rundy eliminacyjne | Rundy eliminacyjne      | Finały           | Finały                 | Klas. końcowa |
| Konkurencja | 1/32                      | 1/16               | 1/4                     | 1/2              | O 3 miejsce            | Miejsce       |
| ----------- | ------------------------- | ------------------ | ----------------------- | ---------------- | ---------------------- | ------------- |
| +78 kg      | Maryna Prokofjewa (UKR) Z | Heba Hefny (EGY) Z | Christine Cicot (FRA) Z | Yuan Hua (CHN) P | Kim Seon-young (KOR) P | 5.            |

## Letnie Igrzyska Olimpijskie 2004
| Konkurencja | Rundy eliminacyjne      | Rundy eliminacyjne   | Klas. końcowa |
| Konkurencja | 1/32                    | 1/16                 | Miejsce       |
| ----------- | ----------------------- | -------------------- | ------------- |
| +78 kg      | Lucija Polavder (SLO) Z | Carmen Chalá (ECU) P | II runda      |

## Letnie Igrzyska Olimpijskie 2008
| Konkurencja | Rundy eliminacyjne       | Klas. końcowa |
| Konkurencja | 1/32                     | Miejsce       |
| ----------- | ------------------------ | ------------- |
| +78 kg      | Janelle Shepherd (AUS) P | 14.           |